# George Munroe
George Barber Munroe (Joliet, Illinois, 5 de enero de 1922-19 de agosto de 2014) fue un jugador de baloncesto estadounidense que disputó dos temporadas en la BAA. Con 1,80 metros de estatura, jugaba en la posición de base.

## Trayectoria deportiva

### Universidad
Jugó durante dos temporadas con los Big Green del Dartmouth College con los que llegó a disputar en 1942 la Final de la NCAA en la que cayeron ante Stanford por 53-38, siendo el máximo anotador del equipo con 12 puntos. Ese mismo año fue incluido en el mejor quinteto de la Ivy League tras liderar la conferencia en anotación, con 15 puntos por partido, y también en el segundo quinteto consensuado All-American.

### Profesional
Tras servir en el Ejército de los Estados Unidos entre 1943 y 1946, fichó por los St. Louis Bombers de la BAA, donde jugó una temporada en la que promedió 7,0 puntos por partido. Al año siguiente fue traspasado a los Boston Celtics a cambio de John Abramovic,
En los Celtics llegó a jugar en 21 partidos, en los que promedió 3,4 puntos.

#### Estadísticas en la BAA

##### Temporada regular
| Temporada | Edad | Equipo            | Liga | Pos. | P  | TIT | MIN | TC  | TCA  | %TC  | 3P | 3PA | %3P | TL  | TLA | %TL  | R.OF. | R.DEF. | REB | ASIS | ROB | TAP | PER | FP  | PTS |
| 1946-47   | 25   | St. Louis Bombers | BAA  |      | 59 |     |     | 2.8 | 10.6 | .263 |    |     |     | 1.5 | 2.3 | .647 |       |        |     | 0.3  |     |     |     | 1.5 | 7.0 |
| 1947-48   | 26   | Boston Celtics    | BAA  |      | 21 |     |     | 1.3 | 4.3  | .297 |    |     |     | 0.8 | 1.2 | .654 |       |        |     | 0.1  |     |     |     | 1.0 | 3.4 |
| Total     |      |                   | BAA  |      | 80 |     |     | 2.4 | 8.9  | .268 |    |     |     | 1.3 | 2.0 | .648 |       |        |     | 0.3  |     |     |     | 1.4 | 6.1 |

##### Playoffs
| Temporada | Edad | Equipo            | Liga | Pos. | P | TIT | MIN | TC  | TCA  | %TC  | 3P | 3PA | %3P | TL  | TLA | %TL   | R.OF. | R.DEF. | REB | ASIS | ROB | TAP | PER | FP  | PTS  |
| 1946-47   | 25   | St. Louis Bombers | BAA  |      | 3 |     |     | 5.0 | 10.3 | .484 |    |     |     | 1.3 | 2.3 | .571  |       |        |     | 0.0  |     |     |     | 2.7 | 11.3 |
| 1947-48   | 26   | Boston Celtics    | BAA  |      | 3 |     |     | 0.3 | 1.7  | .200 |    |     |     | 0.7 | 0.7 | 1.000 |       |        |     | 0.3  |     |     |     | 0.7 | 1.3  |
| Total     |      |                   | BAA  |      | 6 |     |     | 2.7 | 6.0  | .444 |    |     |     | 1.0 | 1.5 | .667  |       |        |     | 0.2  |     |     |     | 1.7 | 6.3  |